# Томас, Альберт Ричард
Альберт Ричард Томас (англ. Albert Richard Thomas; 12 апреля 1898 — 15 февраля 1966) — американский политик, член Палаты представителей США от штата Техас.

## Биография
Томас родился 12 апреля 1898 года в Накодочесе, штат Техас, в семье Лонни и Джеймса Томасов. Он работал в магазине своего отца и служил лейтенантом в армии США во время Первой мировой войны. Томас окончил Университет Райса и юридический факультет Техасского университета. 
Томас был принят в коллегию адвокатов в 1927 году, занимался юридической практикой и работал прокурором округа Накодочес, а затем переехал в Хьюстон в 1930 году, чтобы стать помощником Федерального прокурора США в южном округе Техаса.
Когда давний конгрессмен Джо Игл не стал добиваться переизбрания в 1936 году, чтобы баллотироваться в Сенат Соединённых Штатов, Томас добился и выиграл выдвижение от Демократической партии, что было равносильно выборам. На этих праймериз Томас победил мэра Хьюстона Оскара Холкомба.
В Конгрессе Томас был протеже сенатора Техаса Линдона Джонсона, но сохранил в целом консервативные результаты голосования. В 1949 году он стал председателем подкомитета Палаты представителей по ассигнованиям на независимые должности. Он также входил в подкомитет по ассигнованиям на оборону и в объединённый комитет по делегированию Палаты представителей штата Техас. Он был типичным южным демократом, который по старшинству дослужился до председателя подкомитета Комитета по ассигнованиям Палаты представителей по обороне. В этом качестве он смог направить проекты в Техас, в том числе поддержать предложение Джонсона о строительстве военно-морской авиабазы Корпус-Кристи. Томас также работал в Объединённом комитете по атомной энергии и сыграл важную роль в обеспечении расположения Центра пилотируемых космических аппаратов НАСА в Хьюстоне в 1961 году. С момента своего создания Космический центр Джонсона выполнял функции центра управления полётами для каждого пилотируемого космического аппарата в США, включая «Аполлон-11», первую посадку на Луну. «Хьюстон» стал первым словом, обращённым к Земле с Луны, в связи с управлением полётами Космического центра Джонсона.
Томас был членом группы Suite 8F, группы влиятельных бизнесменов, в которую входил его сосед по комнате в колледже Университета Райса Джордж Р. Браун. Компания Брауна «Kellogg Brown & Root» пожертвовала землю, на которой будет расположен космический центр Джонсона. Вице-президент Линдон Джонсон был председателем Космического совета, а Томас, член правления НАСА, сыграл ведущую роль в окончательном принятии предложения Университета Райса.
Вместе с большинством техасской делегации отказались подписать Манифест Юга 1956 года, выступающий против десегрегации государственных школ по решению Верховного суда в деле «Браун против Совета по образованию». Томас голосовал против Законов о гражданских правах 1957 и 1960 годов, но проголосовал за 24-ю поправку к Конституции США и Закон о гражданских правах 1964 года.

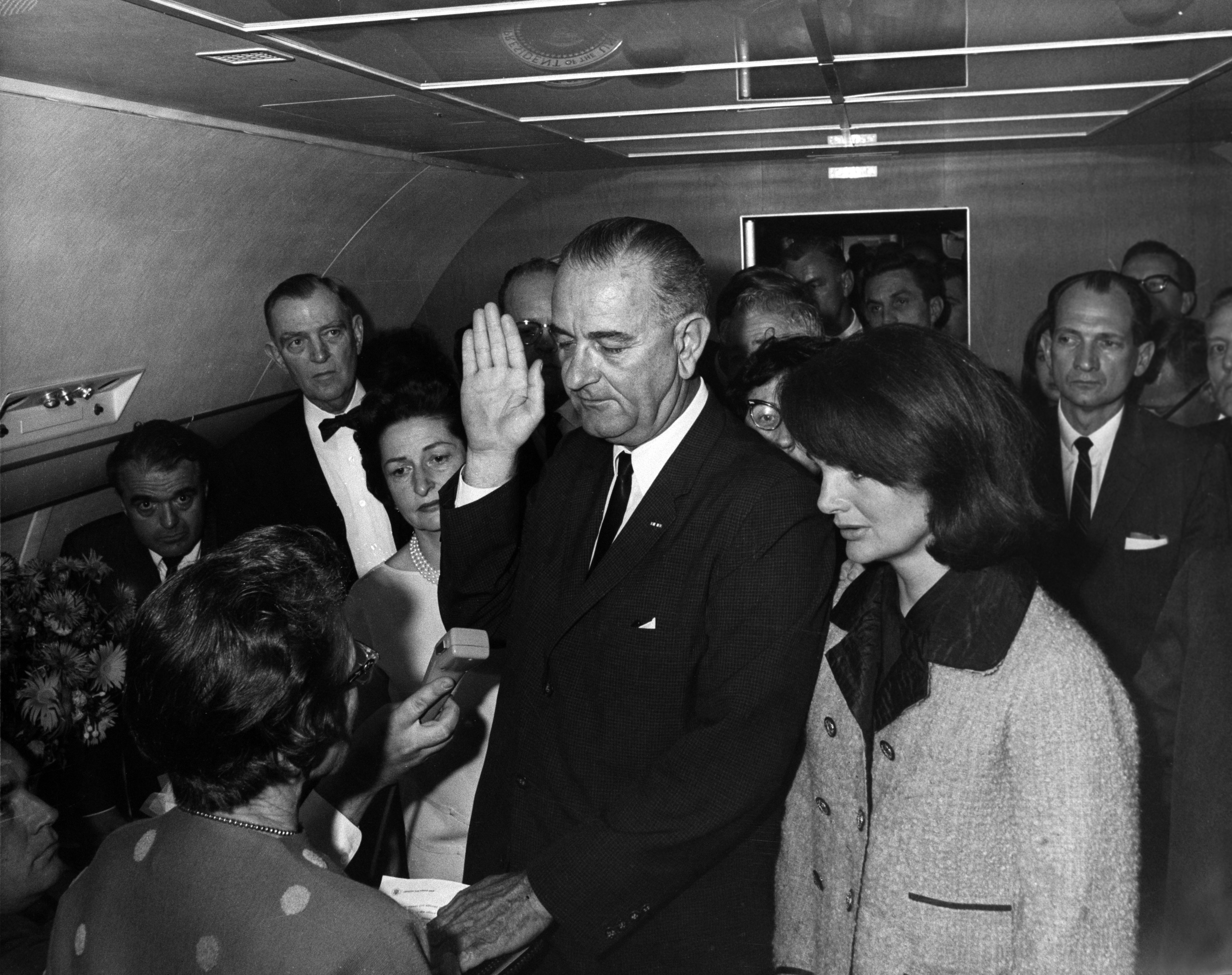
Томас на срочной инаугурации Джонсона (слева, между Джеком Валенти и Леди Бёрд Джонсон)

В 1963 году Томас серьёзно подумывал не баллотироваться на пятнадцатый срок. 21 ноября 1963 года местные демократы организовали благодарственный ужин, на котором присутствовало более 3200 человек, чтобы убедить его баллотироваться на новый срок. Наиболее заметными участниками были президент США Джон Кеннеди и вице-президент Линдон Джонсон, которые оба говорили о лидерстве Томаса. Кеннеди сказал: «В следующем месяце, когда Соединённые Штаты Америки впервые запустят в космос самую большую ракету-носитель в истории мира, что даст нам преимущество, запустят самую большую ракету-носитель в космос, что даст нам преимущество», тут президент на секунду помолчал и ухмыльнулся. «Это также будет самый крупный фонд заработной платы», — пошутил он. Затем президент продолжил в более серьёзном ключе: «Но в любом случае Соединённые Штаты в следующем месяце будут иметь лидерство в космосе, которого у них не было бы без Альберта Томаса. И этот город тоже будет».
21 ноября 1963 года Томас сопровождал президентскую партию в Даллас, где на следующий день был убит президент Кеннеди. Он был одним из свидетелей приведения к присяге президента Соединённых Штатов Линдона Джонсона на борту самолёта «Air Force One». 
В 1964 году Томас был назначен председателем Демократической фракции Палаты представителей.
После смерти Томаса 15 февраля 1966 года, в возрасте 67 лет, на его место избрали его жену Леру Томас, которая стала первой женщиной, которая представляла Техас в Палате представителей США. Альберт Томас похоронен на Хьюстонском национальном кладбище.